# Forrests Rothörnchen
Forrests Rothörnchen (Sciurotamias forresti) ist eine Hörnchenart aus der Gattung der Chinesischen Rothörnchen (Sciurotamias). Es kommt in Teilen der Volksrepublik China vor.

## Merkmale
Forrests Rothörnchen erreicht eine Kopf-Rumpf-Länge von etwa 19,4 bis 25,0 Zentimetern. Der Schwanz wird 13,0 bis 18,0 Zentimeter lang und ist damit etwas kürzer als der restliche Körper. Der Hinterfuß wird 47 bis 54 Millimeter lang, die Ohrlänge beträgt 25 bis 27 Millimeter. Die Rückenfarbe ist dunkel graubraun, die Einzelhaare haben eine braune und sandfarbene Ringelung. Die Seiten des Kopfes, die Kehle und die Flanken sind ockerfarben. Auf den Körperseiten zieht sich eine dünne weiße Linie von den Schultern bis zur Hüfte sowie darunter eine dunklere Linie mit der Farbe des Rückens, die im unteren Bereich und nach hinten ockerfarben wird. Die Bauchseite ist ebenfalls ockerfarben, allerdings blasser und mit einem weißen Fleck, der vom Kinn zur Brust reicht. Die Ohren sind sandfarben braun, die Fußsohlen sind fast nackt. Im Vergleich zum Forrests Rothörnchen ist das Père-David-Rothörnchen (Sciurotamias davidianus) blasser und es besitzt keinen hellen Seitenstreifen, bei einigen Individuen läuft ein dunkler Streifen über die Wange.
| 1 | · | 0 | · | 1 | · | 3 | = 20 |

Der Schädel hat eine Gesamtlänge von 54 bis 60 Millimetern, er ist breit und flach. Die Art besitzt im Oberkiefer pro Hälfte einen zu einem Nagezahn ausgebildeten Schneidezahn (Incisivus), dem eine Zahnlücke (Diastema) folgt. Hierauf folgen ein Prämolar und drei Molare. Insgesamt verfügen die Tiere damit über ein Gebiss aus 20 Zähnen, während das der gleichen Gattung zugeordnete Père-David-Rothörnchen einen oberen Prämolaren mehr und damit 22 Zähne besitzt. Die Paukenhöhle ist klein.
Der Penisknochen ist flach und gerade, die Spitze ist V-förmig ausgebildet.

## Verbreitung
Forrests Rothörnchen ist endemisch in der Volksrepublik China, wo es in den chinesischen Provinzen Sichuan und Yunnan vorkommt. Dabei lebt es im Hengduan Shan.

## Lebensweise
Forrests Rothörnchen ist ein Erdhörnchen, das in einem sehr begrenzten Gebiet im Hochgebirge in 3000 Metern Höhe vorkommt. Es lebt dort in Felswänden und Talsohlen mit Gebüschvegetation. Über die Lebensweise ist wenig bekannt, sie ähnelt wahrscheinlich der des Père-David-Rothörnchens.

## Systematik
Forrests Rothörnchen wird als eigenständige Art innerhalb der Gattung der Chinesischen Rothörnchen (Sciurotamias) eingeordnet, die aus zwei Arten besteht. Die wissenschaftliche Erstbeschreibung stammt von Oldfield Thomas aus dem Jahr 1922 als Rupestes forresti, der die Art in einem Artikel über Säugetiere aus den „Yunnan Highlands“ aus einer Sammlung von George Forrest beschrieb. Diese Art beschrieb er anhand von Individuen aus dem Hengduan Shan zwischen dem Mekong und dem Jangtsekiang in der Provinz Sichuan in China.
Die Art wird gelegentlich einer eigenen Gattung oder Untergattung Rupestes zugeordnet. Innerhalb der Art werden neben der Nominatform keine Unterarten unterschieden.

## Status, Bedrohung und Schutz
Forrests Rothörnchen wird von der International Union for Conservation of Nature and Natural Resources (IUCN) als nicht gefährdet (Least concern) eingeordnet. Begründet wird dies durch das vergleichsweise große Verbreitungsgebiet und das häufige Vorkommen der Art, konkrete Bestandsgrößen sind allerdings nicht bekannt. Potenzielle bestandsgefährdende Gefahren für diese Art bestehen nicht.

## Belege
1. 1 2 3 4 5 6 7  Robert S. Hoffmann, Andrew T. Smith: Forest's Rock Squirrel. In: Andrew T. Smith, Yan Xie: A Guide to the Mammals of China. Princeton University Press, Princeton NJ 2008, ISBN 978-0-691-09984-2, S. 192–193.
2. 1 2  Richard W. Thorington Jr., John L. Koprowski, Michael A. Steele: Squirrels of the World. Johns Hopkins University Press, Baltimore MD 2012; S. 199–200. ISBN 978-1-4214-0469-1
3. ↑  Robert S. Hoffmann, Andrew T. Smith: Père David's Rock Squirrel. In: Andrew T. Smith, Yan Xie: A Guide to the Mammals of China. Princeton University Press, Princeton NJ 2008, ISBN 978-0-691-09984-2, S. 192.
4. 1 2 3  Sciurotamias forresti in der Roten Liste gefährdeter Arten der IUCN 2014.3. Eingestellt von: Andrew T. Smith, C.H. Johnston, 2008. Abgerufen am 19. Mai 2015.
5. 1 2 3 4  Sciurotamias forresti In: Don E. Wilson, DeeAnn M. Reeder (Hrsg.): Mammal Species of the World. A taxonomic and geographic Reference. 2 Bände. 3. Auflage. Johns Hopkins University Press, Baltimore MD 2005, ISBN 0-8018-8221-4.
6. ↑  Oldfield Thomas: On mammals from the Yunnan highlands collected by Mr. George Forrest and presented to the British Museum by Col. Stephenson R. Clarke, D. S. O. Annals & Magazine of Natural History, 1922; S. 391–406. Volltext